# Кэссиди, Нил
Нил Кэссиди (англ. Neal Cassady; 8 февраля 1926, Солт-Лейк-Сити — 4 февраля 1968, Сан-Мигель-де-Альенде) — одна из важнейших фигур поколения битников 50-х годов XX века и психоделического движения 60-х.
Наилучшим образом Кэссэди описан в романе Джека Керуака «В дороге» (образ Дина Мориарти).
Нил Кэссиди известен также как «всемирно известный прототип», так как он послужил прообразом многих литературных героев.

## Молодость
Нил Кэссиди родился в Солт-Лейк Сити, Юта. После смерти матери в возрасте 10 лет переехал вместе с отцом-алкоголиком в Денвер, Колорадо. Кэссиди провёл большую часть своей юности на улицах городского дна с отцом или в исправительной школе.
Начиная с 14 лет неоднократно привлекался за мелкие преступления, в частности за угоны автомобилей, магазинные кражи и укрывательство краденного имущества.
В октябре 1945 года после очередного освобождения из тюрьмы женился на шестнадцатилетней Лю-Энн Хендерсон. В 1947 году Кэссиди с женой переехали в Нью-Йорк, где в Колумбийском университете познакомились с Джеком Керуаком, Алленом Гинзбергом и Уильямом Берроузом, вместе с которыми Нил позже будет считаться основой бит-поколения. У него были сексуальные отношения с Гинзбергом, которые заканчивались и возобновлялись на протяжении следующих двадцати лет, также он активно путешествовал по стране с Керуаком. В дальнейшем их совместные путешествия по США и Мексике будут описаны Керуаком в его самом известном романе-автобиографии «В дороге». Роман, часто называемый определяющим произведением для послевоенного «разбитого поколения» с его духом джаза, поэзией и психоактивными веществами, сделал Керуака «королём бит-поколения».

## Смерть
3 февраля 1968 года Кэссиди присутствовал на свадьбе в Сан-Мигель-де-Альенде (штат Гуанахуато, Мексика). После праздника он брёл вдоль железнодорожного полотна, чтобы дойти до следующего города пешком, но ночь была холодной и дождливой, а Кэссиди был одет только в футболку и джинсы. Наутро он был найден в коме возле путей и доставлен в ближайший госпиталь, где он скончался несколько часов спустя, 4 февраля, за четыре дня до своего сорок второго дня рождения.
Точная причина смерти Кэссиди остаётся неизвестной. Врач, проводя вскрытие, указал причиной смерти «общий застой во всех системах». Позже в интервью врач заявил, что был не в состоянии поставить точный диагноз, так как Кэссиди был иностранцем и был связан с наркотиками. Причиной смерти Нила Кэссиди принято считать переохлаждение, хотя его вдова оспорила этот диагноз, считая, что он, возможно, умер от почечной недостаточности.

## Наследие и влияние

### В литературе
В книге Хантера Томпсона «Ангелы Ада» Кэссиди охарактеризован как «земной прототип главного героя двух недавно выпущенных романов» (the worldly inspiration for the protagonist of two recent novels), кричащий пьяным на полицию на знаменитых вечеринках Ангелов ада в резиденции Кена Кизи в Ла Хонде (событие также описано в «Электропрохладительном кислотном тесте»). Несмотря на то, что его имя было удалено по настоянию издателя Томпсона, в повествовании ясно узнаётся характер, основанный на характере Кэссиди из романа «В дороге» Джека Керуака. Его имя явно появляется в 50-й юбилейной редакции «На дороге» (On the Road: The Original Scroll, Viking 2007).
Кен Кизи описал вымышленную смерть Кэссиди в рассказе «День после смерти супермена» (англ. «The Day After Superman Died»), в котором Кэссиди бормотал число железнодорожных шпал, которое он насчитал на линии (шестьдесят четыре тысячи девятьсот двадцать восемь) — последние слова перед смертью. Рассказ опубликован в 1986 как часть сборника Кизи «Демон Максвелла» (англ. Demon Box).
Автобиографическая новелла Кэссиди The First Third была опубликована в 1971 году, через три года после его смерти. Его переписка была опубликована в Grace Beats Karma: Letters from Prison (Blast, 1993) и Neal Cassady: Collected Letters, 1944—1967 (Penguin, 2007).

### В музыке
- Кэссиди недолго жил с The Grateful Dead и был увековечен в их песне «The Other One» как водитель автобуса «Cowboy Neal»[4][5]. Вторая песня Grateful Dead, «Cassidy» Джона Пэрри Барлоу[6], похожа на искажение имени Кэссиди; фактически первоначально песня посвящена рождению в 1970 девочки Кэссиди Лоу (англ. Cassidy Law) в семье Grateful Dead, в стихах есть отсылки к самому Нилу Кэссиди.
- Нью-Йоркский фолк-дуэт, Aztec Two Step, в их дебютном альбоме 1972 года увековечил Кэссиди в песне «The Persecution & Restoration of Dean Moriarty (On The Road)».
- Группа Washington Squares выпустила песню «Neal Cassady» на их альбоме 1989 года Fair and Square.
- Гитарист и автор песен The Doobie Brothers Патрик Симмонс упоминает о Кэссиди в его песне «Neal’s Fandango».
- Прогрессив-рок группа из North Jersey—Children of Dust отдала дань Кэссиди в их песне «Neal Cassady.»
- Том Уэйтс сочинил и записал песню «Jack & Neal» (включена в его альбом 1977 года Foreign Affairs) про путешествие в Калифорнию, с Нилом Кэссиди в компании с Джеком Керуаком. Также положил на музыку и исполнил отрывок из романа «В дороге», композиция вошла в сборник Orphans: Brawlers, Bawlers & Bastards под названием «On the Road».
- Моррисси поёт о Кэссиди и Гинзберге в песне «Neal Cassady Drops Dead» с альбома 2014 года World Peace is None of Your Business.
- King Crimson являются авторами песни «Neal and Jack and Me», речь в которой ведётся от лица Студебеккера 1952 года, на котором путешествуют Кэссиди и Керуак.

### В кинематографе
- Жизнь Кэссиди и его дружба с Джеком Керуаком изображены в фильме Джона Байрама (John Byrum) 1980 года — «Стук сердца» (Heart Beat) с Ником Нолти в роли Кэссиди и Джоном Хердом в роли Керуака. Фильм основан на одноимённых воспоминаниях Кэролин Кэссиди[7].
- Фильм The Last Time I Committed Suicide с Томасом Джейном в роли Кэссиди вышел на экраны в 1997 году и основан на «письме», написанном Кэссиди Джеку Керуаку в декабре 1950 года. Несмотря на то, что большая часть письма была утрачена, сохранившаяся часть была опубликована в начале 1964 года в журнале Джона Брайна Notes from Underground.
- Фильм 2007 года Luz Del Mundo повествует о дружбе и приключениях Кэссиди и Джека Керуака. В роли Кэссиди — Austin Nichols, в роли Керуака — Will Estes.[8]
- Другой биографический фильм Neal Cassady также был выпущен в 2007 году[9]. Этот фильм сфокусирован в основном на проказницких годах. В роли Нила — Тейт Донован, Эми Райан в роли Кэролин Кэссиди, Крис Бауэр в роли Кизи и Глен Фицджеральд в роли Джека Керуака. Автор сценария и режиссёр — Ноа Бушел. Фильм повествует о том, как Нил перерождается в своё вымышленное альтер эго, Дина Мориарти. Семья Кэссиди раскритиковала этот фильм как далёкий от действительности[10].
- Кэссиди изображён Джоном Прескоттом в фильме «Вопль»[11], хронике создания и публикации поэмы «Вопль»[12] Аллена Гинзберга.
- В мае 2012 года состоялась премьера экранизации романа Джека Керуака «В дороге» режиссёра Вальтера Саллеса.[13].

## Литературные произведения, в которых упоминается Нил Кэссиди
- Аллен Гинзберг — «Вопль» (1956)
- Аллен Гинзберг — «Много любви» (1956)
- Джек Керуак — «В дороге» (1957)
- Джек Керуак — «Бродяги Дхармы» (1958)
- Джек Керуак — «Биг-Сур» (1962)
- Джек Керуак — «Ангелы опустошения» (1965)
- Джек Керуак — «Видения Коди» (1972)
- Хантер Томпсон — «Ангелы ада» (1966)
- Том Вулф — «Электропрохладительный кислотный тест» (1968)
- Чарльз Буковски — «Записки старого козла» (1969)
- Кен Кизи — «Гаражная распродажа Кизи» (включая сценарий «Пересекая границу») (1973)
- Кен Кизи — «День после смерти супермена» (1979) и проч.